# ファビアーノ・ヒベイロ・ジ・フレイタス
ファビアーノ（1988年2月29日 - ）はブラジルのサッカー選手。ポジションはGK。オモニア・ニコシア所属。

## 経歴
2012年5月、FCポルトと4年契約を結んだ。2015年7月、フェネルバフチェSKに期限付き移籍。
2019年10月17日、オモニア・ニコシアに移籍した。